# Salt River Bay National Historical Park and Ecological Preserve

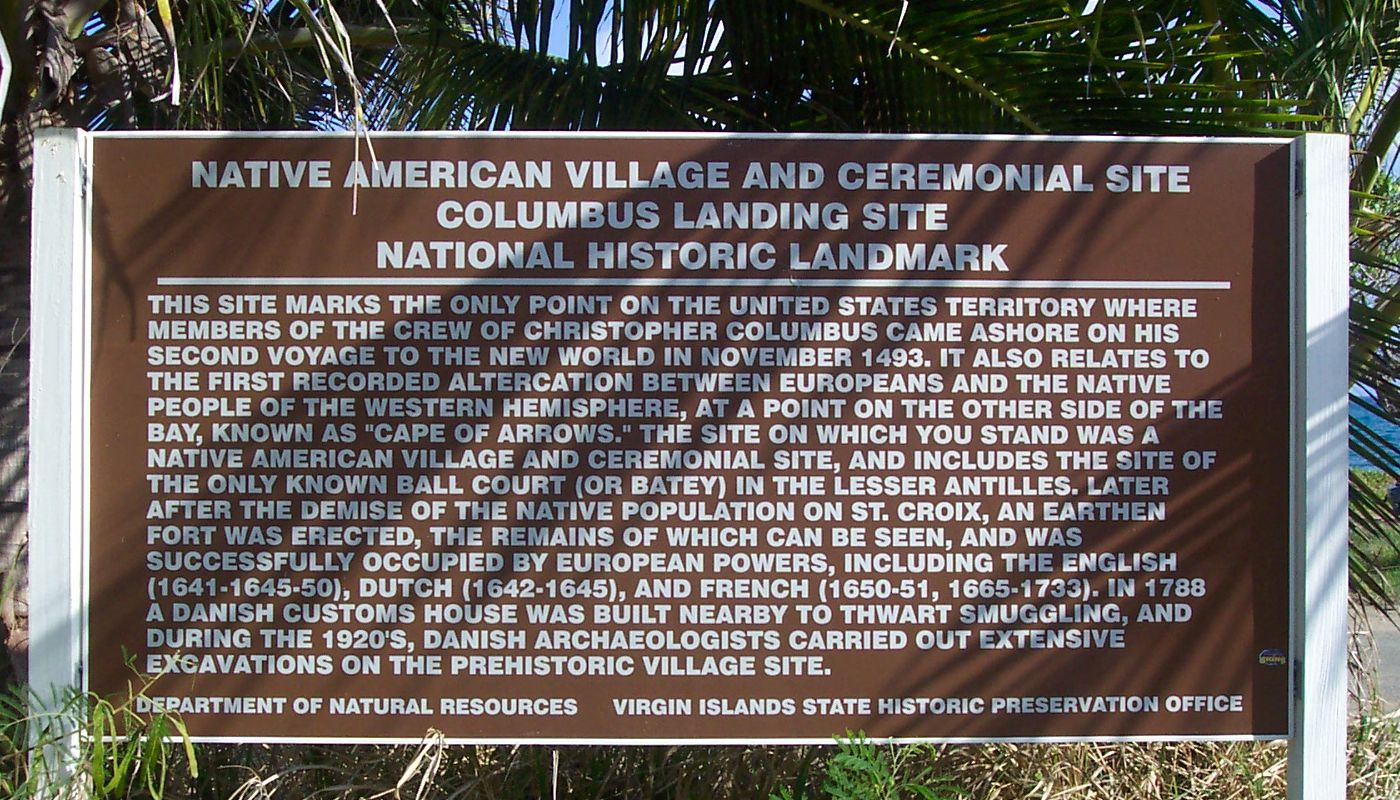
Segnale di sito di interesse storico

Salt River Bay National Historical Park and Ecological Preserve è un'area protetta dell'Isola Vergine di Saint Croix, e contiene il primo luogo conosciuto in cui i membri della spedizione di Cristoforo Colombo misero piede nell'attuale territorio degli Stati Uniti d'America. Contiene anche bacini montani, foreste di mangrovie ed habitat marini e d'acqua dolce che ospitano specie a rischio o minacciate. Vi si trova Forte Salé, una fortificazione risalente al periodo di occupazione francese, attorno al 1617. Il parco contiene anche siti archeologici preistorici e coloniali, compreso l'unico esemplare conosciuto di campo del gioco della palla precolombiano nei Caraibi.

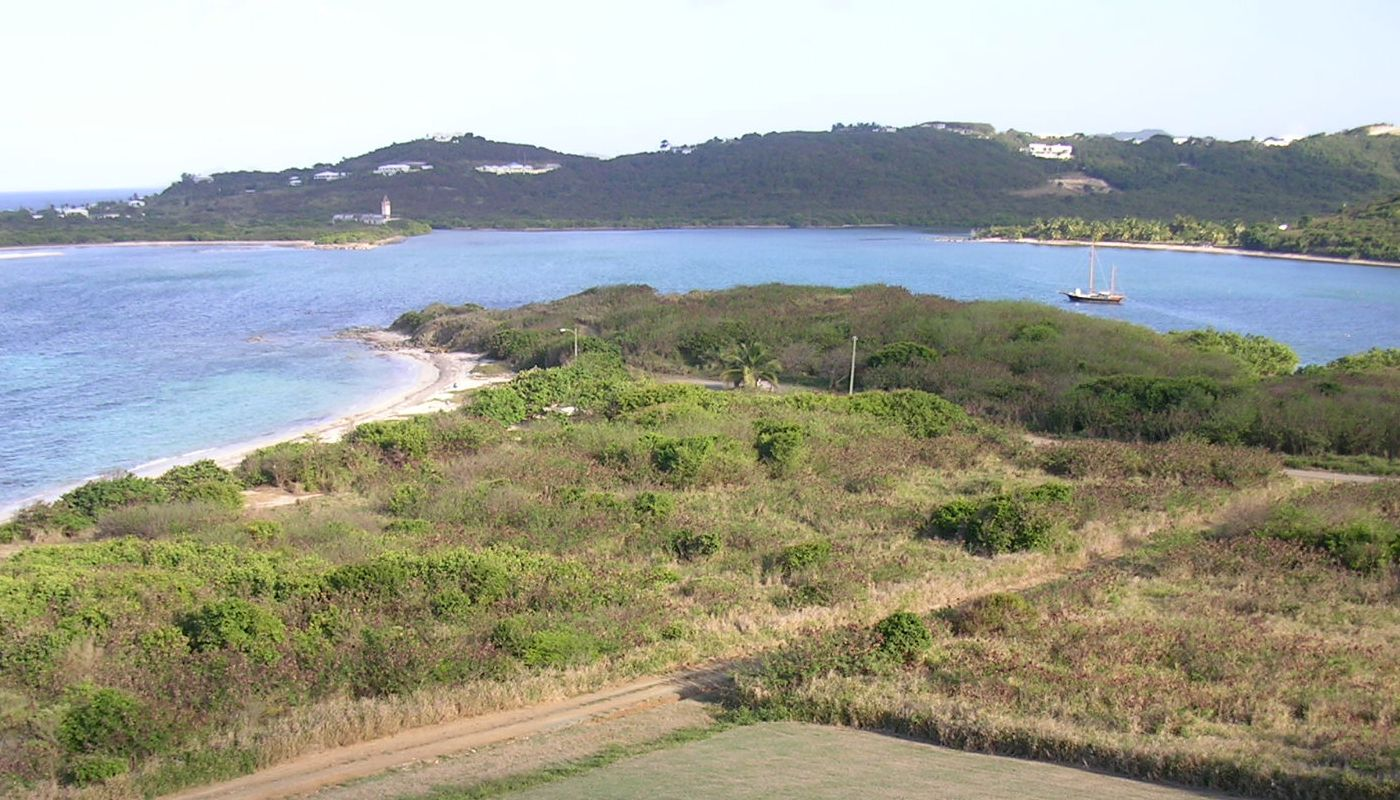
Panorama di Salt River Bay e del punto di approdo

Mare e terra ospitano alcune delle più estese foreste di mangrovie rimaste sulle Isole Vergini, oltre a barriere coralline e canyon sottomarini. La storia naturale di Salt River Bay, il suo ecosistema vitale per le mangrovie, estuari, barriere coralline e canyon testimoniano migliaia di anni di sforzi umani. Vi è rappresentato ogni periodo in cui le Isole Vergini sono state abitate: molte culture sudamericane, l'incontro nel 1493 con Colombo, lo sterminio spagnolo nei Caraibi, i tentativi di colonizzazione di numerose nazioni europee e lo schiavismo dei neri africani e dei loro discendenti. Oltre dodici scavi di siti archeologici a partire dal 1880, e numerose ricerche storiche, hanno rivelato un'interessante storia locale.
Il 24 febbraio 1992 il Congresso istituì il parco, gestito in cooperazione dal National Park Service e dal governo delle Isole Vergini Americane. Come area storica del National Park Service, il parco è stato inserito nel National Register of Historic Places lo stesso giorno. Il luogo di approdo di Colombo è stato nominato National Historic Landmark il 9 ottobre 1960.